# Paul Goffeny
Paul Alphonse Goffeny (Carnac, 27 août 1907-Pointe de la Coubre, 1er janvier 1945), est un pilote de l'aéronavale français.

## Biographie
Il entre dans la marine en avril 1927 comme mécanicien en aéronautique à l’École de Rochefort puis aux écoles de pilotage d'Istres et d'Hourtin. 
Second maître pilote (1930), il est en poste à la base de Bizerte-Karouba en Tunisie puis suit les cours de l’École de chasse d'Istres avant d'embarquer sur le porte-avions Béarn en 1931. Maître pilote (avril 1935), il devient moniteur à Hourtin. 
En 1939, au déclenchement de la Seconde Guerre mondiale, il est envoyé à Hyères et est promu premier maître pilote en janvier 1940. Il suit les cours de l’École des moniteurs de l'armée de l'air à Salon-de-Provence et prend part à la campagne de France. 
Muté à la première flottille de chasse en Afrique du Nord, il est cité à l'ordre de l'armée de l'air pour avoir remporté deux combats aériens. Nommé maître principal (octobre 1943) puis officier des équipages de 2e classe (janvier 1944), il sert à la 4e flottille de bombardement puis au groupe aéronaval no 2 de Cognac.
Le 14 décembre 1944, pendant un combat en piqué contre les positions allemandes, son avion s'effondra en flammes entre les lignes mais il réussit pourtant à rejoindre les positions françaises en franchissant un champ criblé de mines. 
Chargé le 1er janvier 1945 d'attaquer un pétrolier allemand mouillé devant la pointe de la Coubre, il dirige seize bombardiers en piqué SBD mais ne revient pas de cette mission, son avion ayant vraisemblablement explosé à la suite d'un lâcher trop bas de ses propres bombes. Il est alors de nouveau cité à l'ordre de l'armée et est promu à titre posthume officier des équipages de 1re classe.

## Récompenses et distinctions
- Chevalier de la Légion d’honneur[1].
- Une plaque en son honneur a été apposée sur sa maison natale à Carnac[2].